# Molletta da bucato

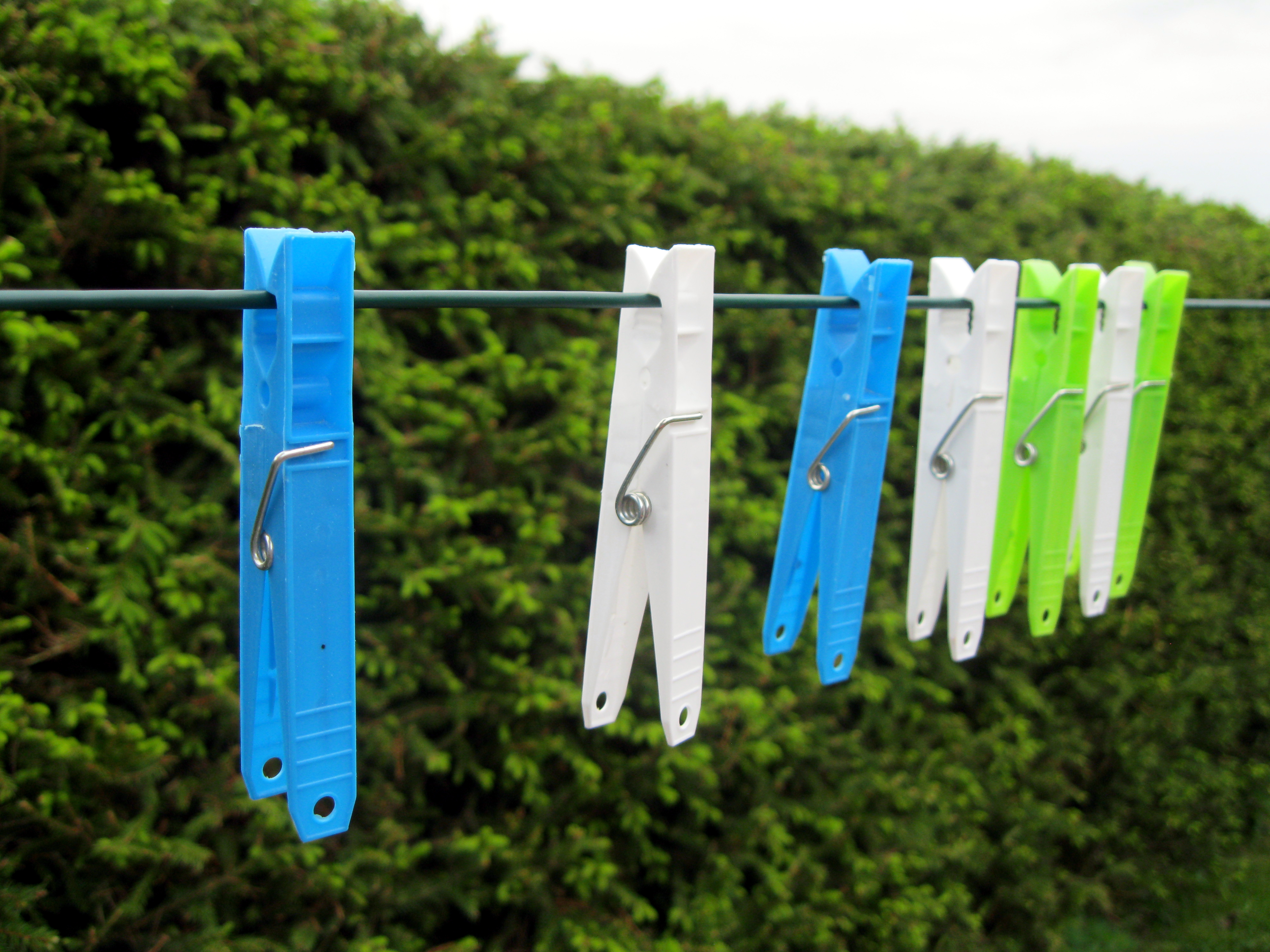
Mollette da bucato di plastica appese su un filo da stendere

La molletta da bucato è un oggetto, in genere di plastica o di legno, usato per assicurare ad un apposito sostegno i vestiti appesi per l'asciugatura.

## Caratteristiche
Le mollette contemporanee sono fabbricate in maniera molto economica mediante due rebbi interconnessi, tra i quali è piazzata una molla in prossimità del fulcro. Questo modello fu inventato nel 1853 da David M. Smith di Springfield, Vermont. Grazie a un meccanismo di leva, quando i due rebbi vengono stretti all'estremità superiore della molletta, le altre estremità si divaricano e con il rilascio della molletta le due estremità inferiori si richiudono, fornendo la forza necessaria ad assicurare la tenuta del tessuto sul supporto.

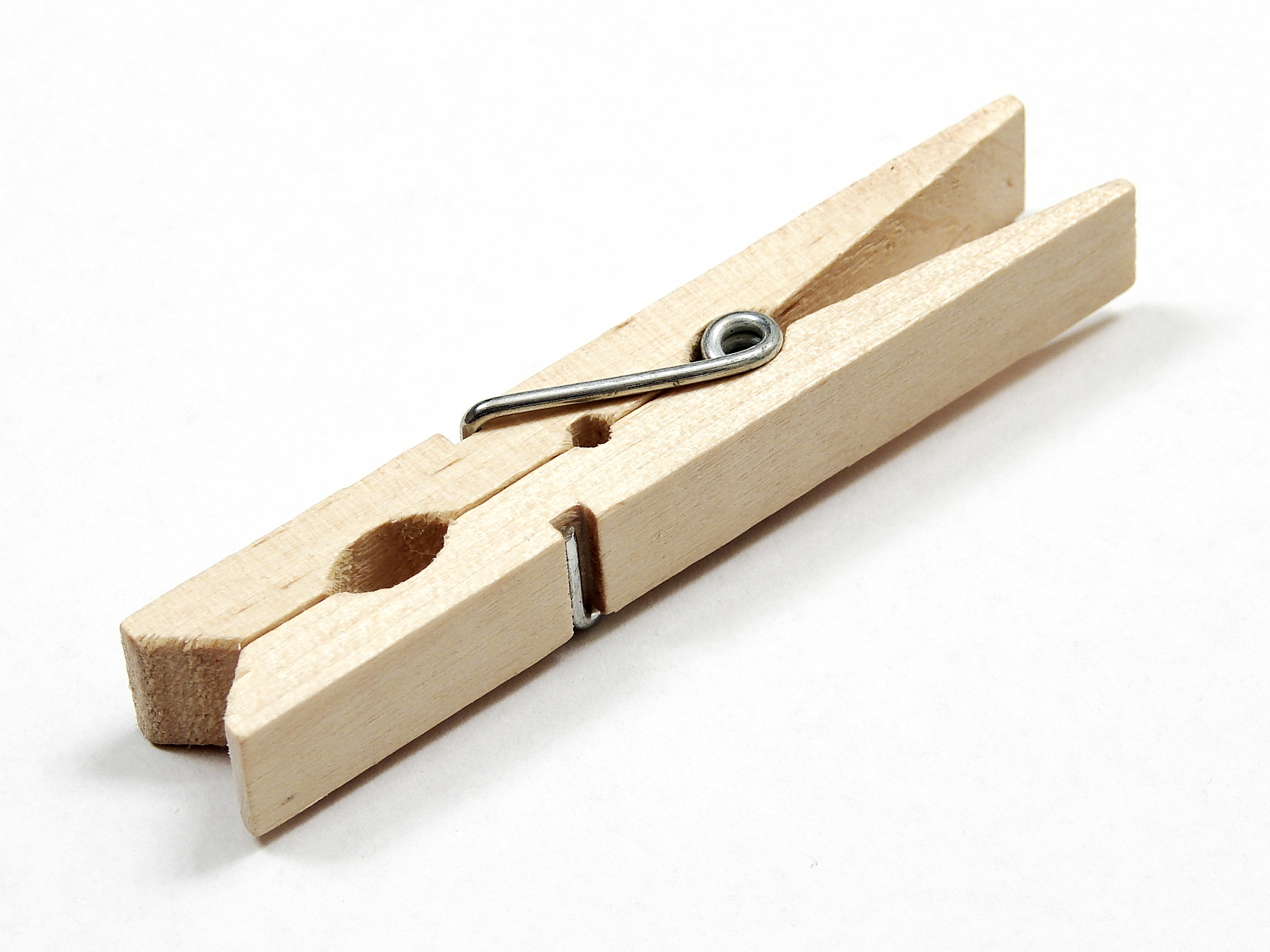
Molletta in legno

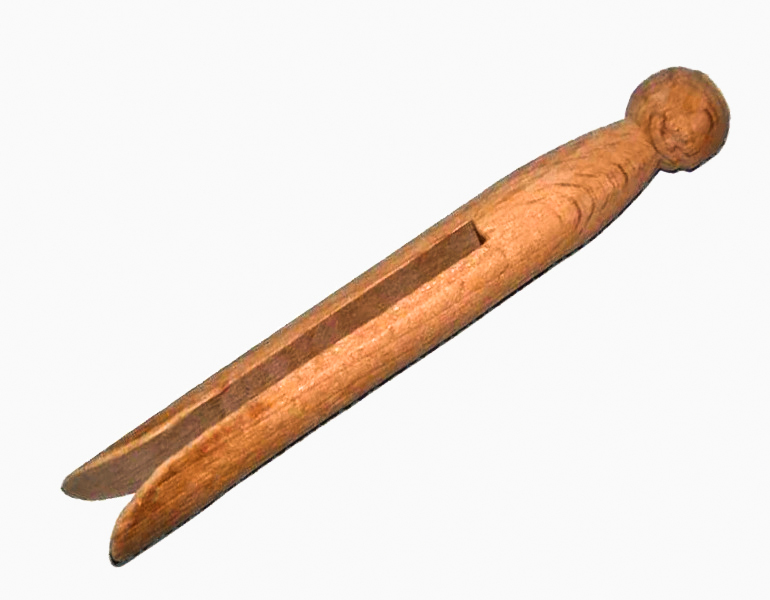
Molletta in legno a un solo pezzo

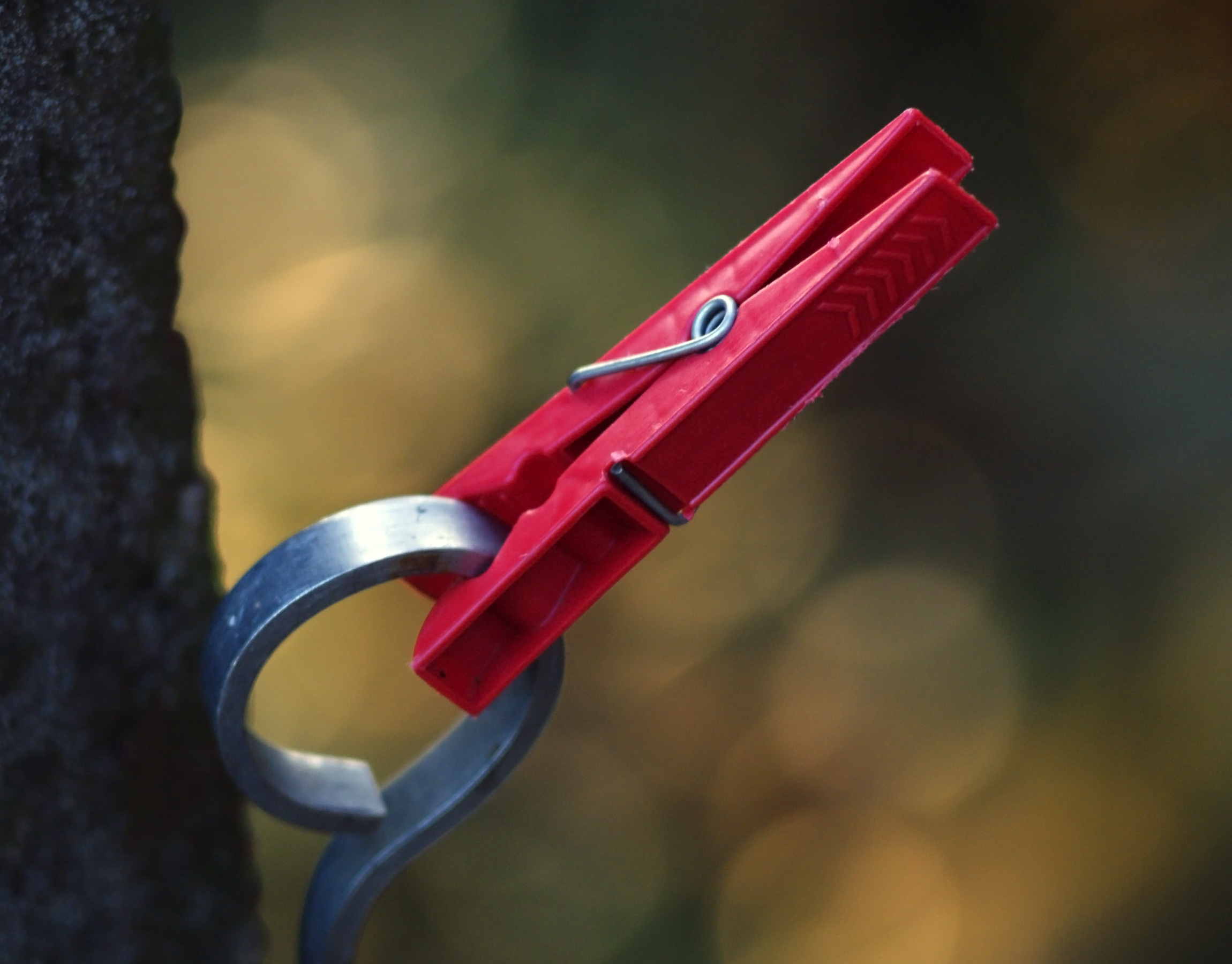
Esemplare in plastica (2 pezzi) e molla di richiamo in metallo